# طانسية فرغانية
طانسية فرغانية (الاسم العلمي:Tanacetopsis ferganensis) هي نوع من النباتات تتبع جنس الطانسية من الفصيلة النجمية.